# 動畫的12項基本法則
動畫的12項基本法則（英語：The Twelve Basic Principles of Animation）源自於迪士尼動畫師奧立·強司頓與弗蘭克·托馬斯在1981年所出的《The Illusion of Life: Disney Animation》一書。這些法則已普遍被採用，至今仍與製作3D動畫法則有關聯。

## 12項法則

### 擠壓與伸展（Squash and stretch）
主要賦予物體重量與靈活感，藉由擠壓與伸展來強調瞬間的物理變化。

例如一個具有彈性的球，從空中垂直瞬間落地時，球體會被下向擠壓成水平橢圓動與趣味性。

### 預期動作（Anticipation）
物體從靜止到開始動作前會有所謂的預期動作，可讓觀眾能預知下個動作。

例如從高空往下跳躍時會先彎曲膝蓋再跳、正在跑步的人要停止跑步前會逐漸變慢步伐等等。在動畫中適當加入預期動作不僅可增添生動性，亦可給予觀眾驚喜性。

### 演出方式（Staging）
每個角色都有其動作與表態，構思角色與場景的呈現，使其更接近真實。

畫面所呈現的可能只是角色上半身或者全身、角色以什麼動作去跟背景互動、角色前一個動作與下一個動作的關係等等，劇情、分鏡、畫面、動作、光影都需要相當的構想，使整部動畫完整。

### 接續動作與關鍵動作（Straight ahead action and pose to pose）
傳統動畫是由數張畫面連續顯示而構成，近代電腦動畫也是如此，從第一格畫面顯示到最後一格畫面就形成了會動的畫面。接續動作與關鍵動作為兩種不同的製作動畫方式

接續動作是依照連續的動作從第一格畫到最後一格的方式。

關鍵動作是先定義重要的動作並作畫，再返回關鍵動作之間繪製需要的畫面。

接續動作法適用較簡單的動畫，較複雜的動畫則是使用關鍵動作法。

### 跟隨動作與重疊動作（Follow through and overlapping action）
物體因為慣性，要移動中的物體突然停止不動是不可能的，因此就有了跟隨動作。例如盪鞦韆，施一力使鞦韆搖擺，過不久後會慢慢搖擺到靜止，慢慢搖擺的鞦韆即為跟隨動作。

重疊動作也類似如此，不過更強調其動作的注目性。例如一女子不動，風吹拂女子的長髮使其左右飄擺，長髮左右飄擺即為動畫師想要讓觀眾注目的重疊動作。

### 漸快與漸慢（Slow in and slow out）
物體從靜止到移動是漸進加速，移動到靜止則是漸進減速，也就是說物體從開始到結束移動並不會是等速度運動。

例如一輛車子不管馬力再怎麼快，開始移動是漸進加速的，停止移動也會漸緩減速。

### 弧形（Arcs）
凡是具有生命的物體，其移動、動作都不會是完美的直線行進，因此作畫時要以自然的弧形方式呈現運動。

例如走路絕不會是筆直的前進、頭部轉動也都是弧形方式。

### 附屬動作（Secondary action）
附属动作是指在主要动作之外能够帮助角色性格表达的其他动作。例如行走动画中的手臂位置。主要动态是在走路，但是同样是走路，除开腿部的主体动作之外，其他位置状态的不同，那么整体表达也会受影响。手臂提起并握拳那么这个人可能是在很生气的走路，如果手臂前伸并僵直，那么很可能这是一只僵尸在走路。

### 時間控制（Timing）
控制好物體的動作時間即是動畫的靈魂，亦是表現動畫節奏的關鍵。

例如往前出一直拳的動作是瞬間的、在湖中划船是緩慢前進的。

### 誇張（Exaggeration）
配合前面的擠壓與伸展，加上誇張不符合現實的現象亦是增添動畫的張力。

例如在動畫中一個人的臉被揍都會往內凹深得很嚴重、往前衝刺會附加許多的華麗效果、迅速躲過子彈等等。

### 立体造型（Solid drawing）
立体造型原则代表考虑在三维空间的形式，给予他们音量和重量。动画制作人需要是一个熟练的技术绘图员， 并且需要理解三维空间形态的基础，解剖，重量，平衡，光影等等。

### 吸引力（Appeal）
一部好的動畫作品一定會有令人吸引的人事物，例如人物外型鮮明、表態具有特色、完整的高潮迭起劇情都可吸引觀眾。